# Stalag VI C
Stalag VI C Oberlangen – niemiecki obóz jeniecki znajdujący się 6 km na zachód od miejscowości Oberlangen w prowincji Emsland w północno-zachodnich Niemczech. Z początku był jednym z grupy sześciu obozów karnych dla Niemców.
Na początku II wojny światowej obóz w Oberlangen przekształcony został w obóz jeniecki; był pod administracją Stalagu VI-B Versen, potem Stalagu VI-C Bathorn, ale od czerwca 1940 r. do września 1944 r. występował pod nazwą Oflag o tej samej numeracji; potem, aż do końca wojny, był ponownie stalagiem. Nie figurował jednak w rejestrze niemieckich obozów jenieckich. Z tego powodu pojawiają się sprzeczności w dokumentach źródłowych dotyczących tego obozu.

## Historia

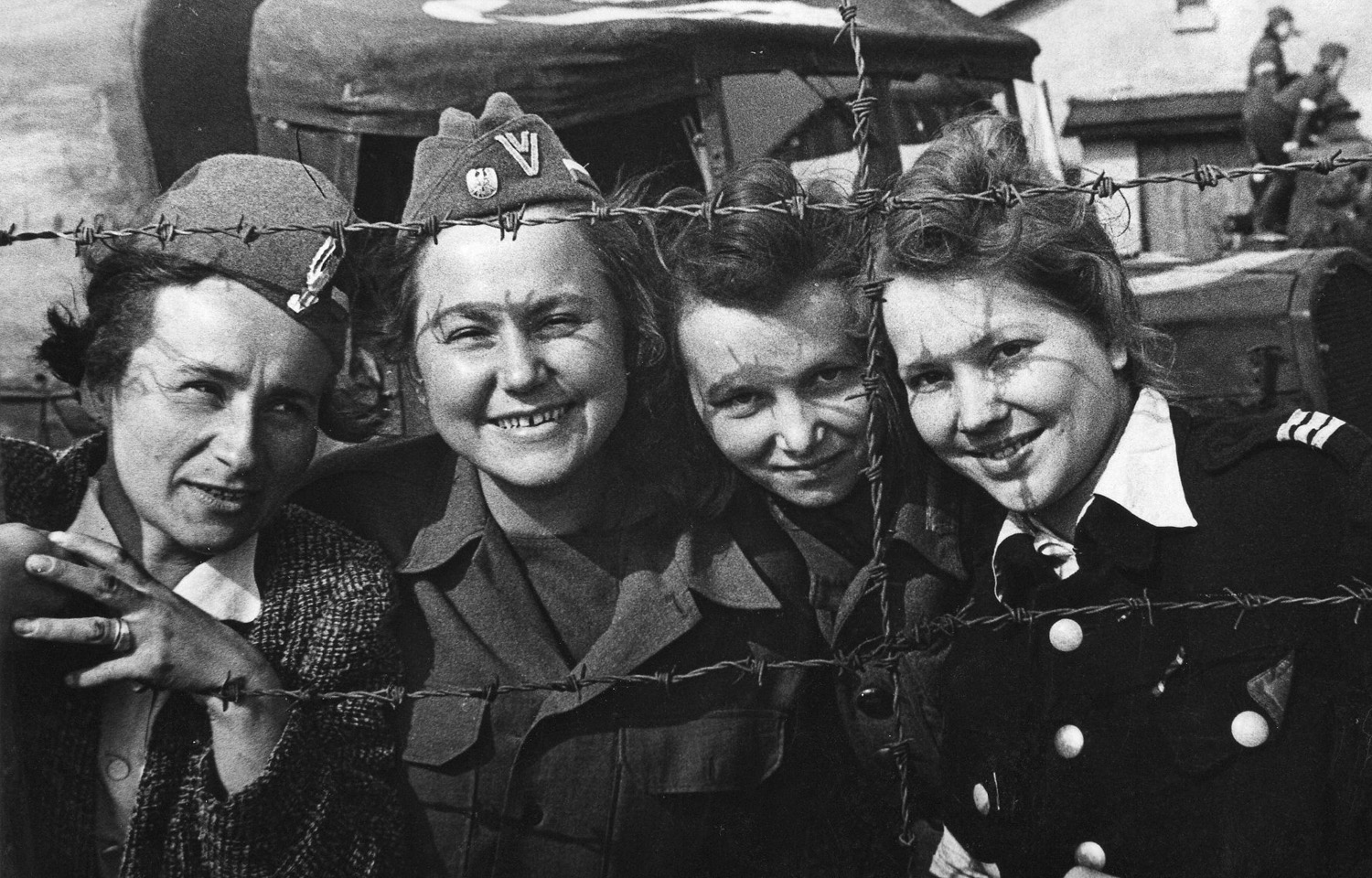
Oberlangen. Kobiety-jeńcy z powstania warszawskiego

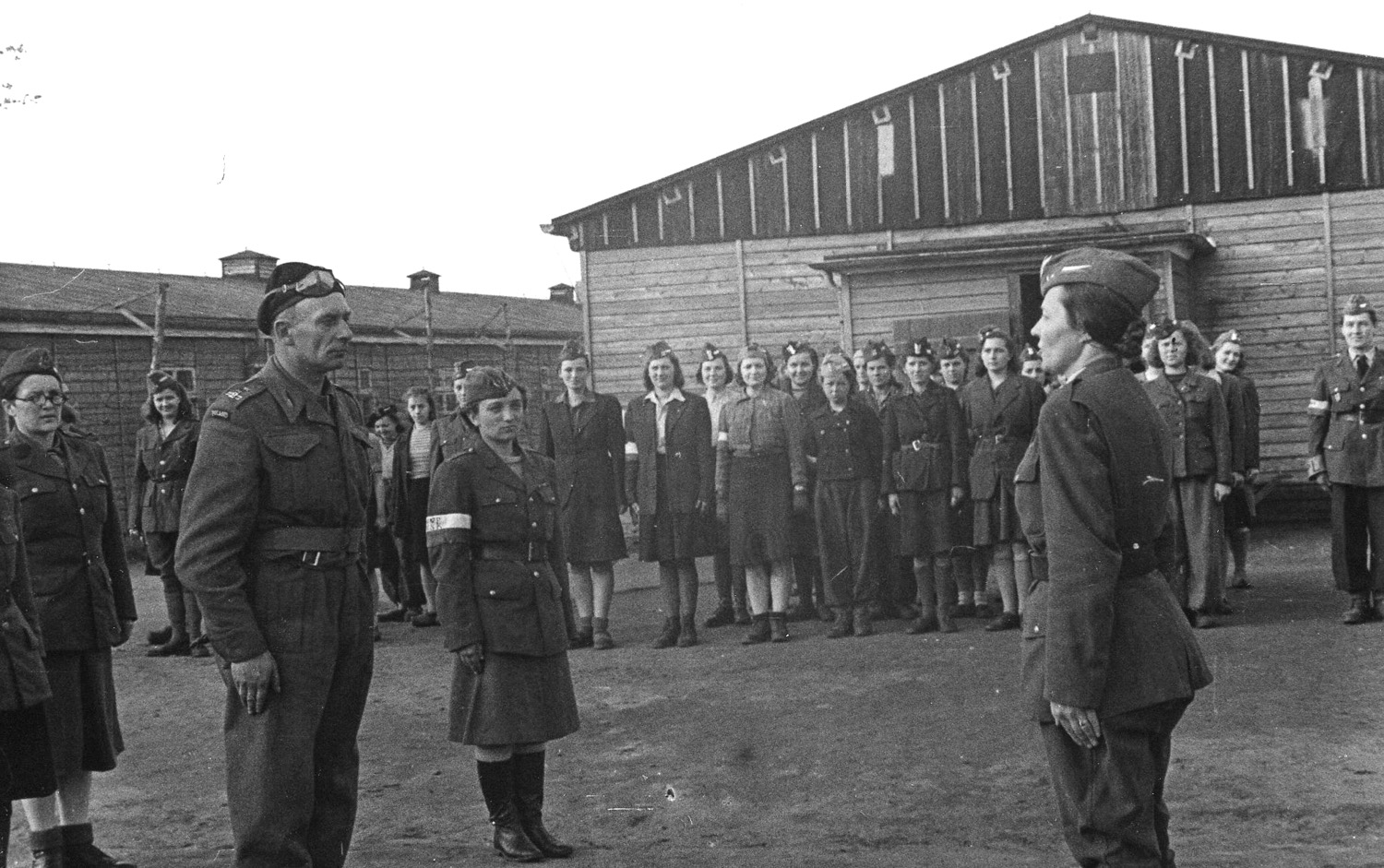
Wyzwolenie. Raport składa por. hm. Maria Irena Mileska „Jaga”

Obóz został zbudowany we wrześniu 1933 r. i pełnił rolę obozu karnego (niem. Straflager) dla Niemców uważanych za szkodliwych dla rządu hitlerowskiego, szczególnie komunistów. Jednak w maju 1940 r. pozostałych przy życiu więźniów wywieziono do obozów koncentracyjnych, a w czerwcu przywieziono z innych obozów jenieckich około 1400 polskich oficerów z kampanii wrześniowej 1939.
W kwietniu roku 1941 wywieziono polskich oficerów do innego oflagu, a w wyniku ofensywy niemieckiej w lecie przywieziono ponad 2000 jeńców sowieckich. Warunki były nieludzkie i większość zmarła z głodu, epidemii i złego traktowania. Zmarłych grzebano w masowych grobach kilometr na północ od obozu. We wrześniu 1943 r. (podobóz Wesuwe był administracyjnie połączony z Oberlangen jako Oflag VI-G) przyjechało około 5000 włoskich oficerów uwięzionych po kapitulacji Włoch. We wrześniu 1944 włoscy oficerowie zostali sklasyfikowani jednak za internowanych (co było w sprzeczności z konwencją genewską). Zostali wywiezieni do obozów pracy w całych Niemczech.
W listopadzie roku 1944 (tym razem był to Stalag VI-C) przyjechały Polki, podoficerowie i szeregowi z powstania warszawskiego. Międzynarodowy Czerwony Krzyż (MCK) został poinformowany wcześniej, że obóz został zlikwidowany i nie wiedział o tym, że polscy jeńcy-kobiety tu przebywają. Z tego m.in. powodu do obozu nie docierały paczki z pomocą MCK.
Warunki bytowe były bardzo ciężkie dla kobiet, szczególnie w zimie. Na dodatek Niemcy nie chcieli uznać polskiej komendantki obozu, por. Ireny Mileskiej ps. „Jaga” (jeden z oficerów niemieckich nawet do niej strzelał); później przekonali się do niej, gdy zorganizowała obozową służbę przeciwlotniczą (wobec możliwości zbombardowania obozu) czym znacznie poprawiła dyscyplinę w szeregach kobiet, które w większości nie były, przed powstaniem, żołnierzami.
W połowie grudnia 1944 r. przywieziono grupę kobiet-jeńców ze Stalagu X B w Sandbostel, a pod koniec roku kolejną grupę ze Stalagu XI-A w Altengrabow, a właściwie z pobliskiego podobozu w Gross-Lübars, w większości harcerek.
12 kwietnia 1945 r. kombinowany patrol 3. szwadronu 10 Pułku Strzelców Konnych 1 Dywizji Pancernej generała Maczka wyzwolił obóz. W tym momencie w obozie było 1728 kobiet. Tak opisuje moment wyzwolenia Halina Nowak „Ama”:
„...po południu siedziałam przed barakiem, snując marzenia jak to będzie, gdy znajdę się już po drugiej stronie drutów... Nagle zobaczyłam zbliżającą się od strony lasu kolumnę pojazdów wojskowych – nie niemieckich (...) przed drutami zatrzymał się samochód pancerny, z którego wyskoczył uzbrojony żołnierz w mundurze khaki, wystrzelił serię z pistoletu maszynowego w stronę wieży strażniczej i zawołał głośno: Czołem koleżanki!”
Następnego dnia do obozu przyjechał sam generał Maczek, przywitał kombatantki w imieniu Rzeczypospolitej i wziął obóz na zaopatrzenie dywizji.
Obóz został ostatecznie zlikwidowany w pierwszych dniach maja 1945 r., a kobiety-jeńcy zostały przeniesione do znacznie obszerniejszego obozu w Niederlangen, skąd we wrześniu rozjechały się po świecie.

## Archiwum Oberlangen
Inicjatorką udokumentowania obecności kobiet – powstańców w obozach jenieckich była komendantka stalagów kobiecych w Fallingbostel i Oberlangen, por. Maria Irena Mileska ps. „Jaga”. Zachowane przez nią fragmenty dokumentacji obozowej w 1946 roku trafiły do Ośrodka Wojskowego w Hange (Inspektorat Armii Krajowej), następnie do Anglii, aby ostatecznie znaleźć się w Polsce. 6 maja 2008 roku zasoby Archiwum Oberlangen zostały oficjalnie przejęte przez Archiwum Akt Nowych.